# Seznam slovenskih čembalistov
Seznam slovenskih čembalistov.

## B
- Hubert Bergant?
- Milko Bizjak
- Aco Bišćević Aco Aleksander Bišćević

## D
- Eva Dolinšek

## F
- Luca Ferrini

## H
- Marina Horak

## J
- Andrej Jarc

## K
- Ana Marija Krajnc

## L
- Mojca Lavrenčič
- Milko Lazar

## M
- Domen Marinčič
- Egon Mihajlović
- Marko Motnik

## O
- Martina Okoliš

## S
- Tomaž Sevšek
- Barbara Sevšek (De Costa)
- Dina Slama
- Gregor Stermecki??
- Maks Strmčnik

## Š
- Janko Šetinc
- Mojca Šiškovič
- Mina Špiler?

## T
- Edoardo Torbianelli

## V
- Ivan José Vombergar

## Z
- Tomaž Zamuda

Predloga:Cembalisti